# Roll Deep
Roll Deep ist ein britisches Grimekollektiv. Es wurde 2002 in London von einer Gruppe von MCs, darunter der Rapper Wiley, gegründet. Mit der Band Boy Better Know bestehen enge personelle Verbindungen.

## Geschichte
Unter dem Titel In at the Deep End erschien im Juni 2005 das Debütalbum der Band. Album und zwei der daraus ausgekoppelten Singles erreichten erste Platzierungen in den britischen Charts. Nach der Gründung eines eigenen Plattenlabels – Roll Deep Recordings – wurden eine Reihe von Mixtapes veröffentlicht. Zwei weitere Alben erschienen 2007 und 2008.
2005 war Roll Deep für die MOBO Awards nominiert. Zwischenzeitlich starteten die Gründungsmitglieder Dizzee Rascal und Tinchy Stryder erfolgreiche Solokarrieren.
Die Band engagiert sich in starkem Maße gegen Rassismus und tritt regelmäßig auf dem Festival Love Music Hate Racism auf. 2007 thematisierte sie das Thema mit der Single Racist People musikalisch.

## Mitglieder
- Aktuelle Besetzung
Wiley, Riko, Scratchy, Breeze, Jet Li, Manga, Brazen, Target, Danny Weed, DJ Karnage, DJ Maximum, J2K, Killa P, Little Dee, Flow Dan
- Ehemalige Mitglieder
Dizzee Rascal, Tinchy Stryder, Trim, Syer Bars, Jamakabi, Roachee, Bubbles, JME, Skepta, Wonder, Biggie Pitbull, Dom P, DJ Bionics

## Diskografie
Alben
- 2005: In at the Deep End
- 2007: Rules and Regulations
- 2008: Return of the Big Money Sound
- 2010: Winner Stays On

Mixtapes
- Roll Deep Presents Grimey Vol. 1
- Target Presenta Aim High Vol: 1 & 2
- Target Presenta Aim High Vol: 3
- Aim High: The Revolution
- Creeper Volume 1
- Creeper Volume 2

Kompilationen
- 2009: Street Anthems

Singles
- 2005: Roll Deep (EP)
- 2005: The Avenue
- 2005: Shake a Leg
- 2007: Celebrate (EP)
- 2007: Racist People (EP)
- 2008: Do Me Wrong
- 2009: Movin’ in Circles
- 2010: Good Times
- 2010: Green Light
- 2010: Take Control (featuring Alesha Dixon)